# Rhynchomys banahao
Rhynchomys banahao är en gnagare i släktet näsråttor som förekommer i Filippinerna.
Arten är bara känd från bergstrakten kring vulkanen Banahao på Luzon. Den hittades mellan 1465 och 2030 meter över havet. Gnagaren lever i ursprungliga bergsskogar med växter av släktena Podocarpus, Lithocarpus och Syzygium.
Rhynchomys banahao blir med svans 305 till 320 mm lång, svanslängden är 127 till 130 mm och vikten ligger vid 150 till 155 g. Arten har 39 till 40 mm långa bakfötter och cirka 25 mm stora öron. Huvudet kännetecknas av en spetsig nos, små ögon, långa morrhår och stora öron. Den täta pälsen har en mörk gråbrun färg, ibland med vita fläckar på buken. Djuret har kraftiga bakben men bakfötterna är smala. Den ganska korta svansen är mörkgrå.
Individerna är aktiva mellan skymningen och gryningen och de går på marken. De äter daggmaskar och olika insekter.
Individerna kan störas av pilgrimsresande och vanliga turister. IUCN listar arten som livskraftig (LC).